# الحرس السويسري

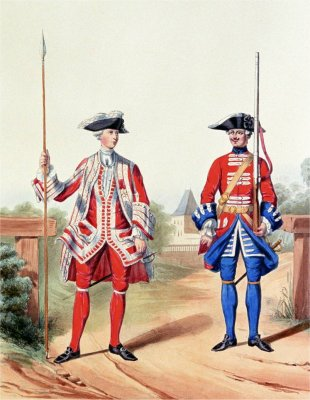
جندي وضابط من الحرس السويسري في الخدمة الفرنسية في عام 1757

الحرس السويسري ((بالفرنسية: Gardes Suisses)‏. (بالألمانية: Schweizergarde)‏ هم الجنود السويسريون الذين خدموا كحراس للأسر الملكية الأوروبية الأجنبية منذ أواخر القرن الخامس عشر.
تم حظر الخدمة العسكرية الأجنبية بموجب الدستور الفيدرالي السويسري المنقح لعام 1874، مع استثناء الوحيد هو الحرس السويسري البابوي ((باللاتينية: Pontificia Cohors Helvetica, Cohors Pedestris Helvetiorum a Sacra Custodia Pontificis)‏ . (بالإيطالية: Guardia Svizzera Pontificia)‏ المتمركز في مدينة الفاتيكان. يعمل الحرس السويسري البابوي الحديث كوحدة احتفالية وحراسة شخصية. أنشئت في عام 1506، وهي واحدة من أقدم الوحدات العسكرية في العالم. كما أنه أصغر جيش في العالم.
كانت أقدم وحدة حراسة سويسرية يتم تأسيسها على أساس دائم هي «مائة سويس» (Cent   Suisses)، الذي خدم في المحكمة الفرنسية 1490-1817. استكملت هذه القوة الصغيرة في عام 1567 بفوج من الحرس السويسري. في القرنين الثامن عشر وأوائل القرن التاسع عشر، كانت هناك عدة وحدات أخرى من الحرس السويسري لفترات في المحاكم الأوروبية المختلفة.
بالإضافة إلى الوحدات المنزلية الصغيرة والقصور، كانت أفواج المرتزقة السويسرية بمثابة قوات نظامية في مختلف الجيوش؛ أبرزها فرنسا وإسبانيا ونابولي (انظر المرتزقة السويسريين). كانوا يعتبرون أكثر المرتزقة فاعلية في القرن الخامس عشر حتى تفوقت لاندسكنيشت (pikemen المرتزقة الألمانية) على السويسرية. في معركة مارينيانو (1515)، هزم لاندسكنيشت في الخدمة الفرنسية pikemen السويسري.

## الحرس السويسري البابوي
الحرس السويسري البابوي ((بالألمانية: Päpstliche Schweizergarde)‏ . (بالفرنسية: Garde suisse pontificale)‏ . (بالإيطالية: Guardia Svizzera Pontificia)‏. اللاتينية: Pontificia Cohors Helvetica أو Cohors Pedestris Helvetiorum a Sacra Custodia Pontificis) استثناء من الأحكام السويسرية لعام 1874 و1927. إنها قوة صغيرة يحتفظ بها الكرسي الرسولي، وهي مسؤولة عن سلامة البابا، بما في ذلك أمن القصر الرسولي. الحرس السويسري بمثابة جيش بأمر الحكم الواقع لجيش مدينة الفاتيكان.